# Prowokacja w Dynowie
Prowokacja w Dynowie – incydent, który miał miejsce 17 marca 1945. Oddział NKWD przebrany w mundury Ukraińskiej Powstańczej Armii (UPA) dokonał napadu na Dynów, wówczas wieś, w której znajdowały się resztki oddziału Armii Krajowej, wcześniej częściowo rozbrojonego przez jednostki NKWD. Miejscowa milicja wsparła broniące miejscowości oddziały AK i powiadomiła telefonicznie o ataku dowództwo Wojska Polskiego w Rzeszowie. Po przybyciu wojska nacierający poddali się, a dowódca napastników poprosił o rozmowę z dowodzącym jednostkami wojska. Okazało się wówczas, że napad był prowokacją żołnierzy sowieckiego NKWD przebranych w mundury UPA. 
Kilka dni później do Dynowa przybyły oddziały NKWD, tym razem poprzebierane w mundury Wojska Polskiego. Pod pozorem „oczyszczania” terenu z Ukraińców, enkawudziści zatrzymali około 500 Polaków z okolicznych miejscowości. Po przesłuchaniach część z nich aresztowano, a kilkadziesiąt osób wywieziono na Syberię.